# Ile Rouleau
Ile Rouleau – krater uderzeniowy w prowincji Ontario, w Kanadzie. Skały krateru są widoczne na powierzchni ziemi.
Krater ma średnicę 4 km, powstał nie więcej niż 300 milionów lat temu (karbon), w skałach osadowych. Współcześnie obszar krateru jest zalany przez wody jeziora Mistassini, nad powierzchnię wyłania się tylko wyspa Rouleau, będąca pozostałością wzniesienia centralnego krateru. Od wschodniej i północnej strony wyspa ma klify dziesięciometrowej wysokości, jej południowe przedłużenie tworzą głównie osady polodowcowe. Na wyspie występują stożki zderzeniowe, charakterystyczne dla kraterów impaktowych, w ziarnach kwarcu występują planarne struktury deformacyjne, typowe dla szokmetamorfizmu. Odległa o 2 km wyspa Mantounouc nie nosi śladów uderzenia, co ogranicza rozmiar krateru.